# Vitaepro
VitaePro är ett kosttillskott som har funnits på svenska marknaden sedan 2008. En dom 2016 i Marknadsdomstolen förbjöd marknadsföring av påstådda hälsoeffekter för preparatet.

## Historik
Produkten produceras av norska NutraQ AS och marknadsförs i Sverige av dotterbolaget Vitaelab AB. Preparatet har tidvis även marknadsförts under namnet VitaePro Plus. VitaePro har kommit att bli ett av Nordens mest använda kosttillskott och har varit Sveriges mest sålda kosttillskott under 2013, 2014, 2015, 2016, 2017 och 2018.
Ingredienserna i VitaePro påstås ha effekt på leder, muskler, hjärta och immunsystemet, samt minska trötthet och utmattning. Produkten innehåller antioxidanterna selen samt vitamin C och E som skyddar cellerna mot oxidativ stress.
Evidens saknas för påstådda effekter, varför företaget i en dom 2016 i Marknadsdomstolen förbjudits att påstå sådana effekter i sin marknadsföring.
Kosttillskottet har under många år varit synligt i reklamfilmer i TV. I reklamfilmerna har framstående artister och idrottsprofiler gjort reklam för preparatet. Några kändisar som gjort tv-reklam är Niclas Wahlgren, Blossom Tainton Lindquist och Stig Strand.

### Dom i Marknadsdomstolen 2016
Genom en dom i Marknadsdomstolen den 24 mars 2016 har företaget förbjudits att i sin marknadsföring påstå
1. att intag av kosttillskottet ökar energin och orken,
2. att intag av kosttillskottet medför att smidighet, rörlighet, styrka och muskelstyrka kan bevaras eller behållas samt
3. att det motverkar stelhet och orörlighet.

Domstolen förbjuder också bolaget att ge intryck av att astaxanthin, lutein och zeaxanthin har antioxidativa funktioner hos människor. Det får inte heller kallas växternas immunsystem och ge intryck av att ämnena skulle ha positiv inverkan på människans immunsystem.